# Чилонзор (станція метро)
41°16′28″ пн. ш. 69°12′17″ сх. д. / 41.27444° пн. ш. 69.20472° сх. д.
Чилонзор(узб. Чилонзор, Chilonzor) — станція Чилонзорської лінії Ташкентського метрополітену розташована між станціями Олмазор і Мірзо Улугбек. Названа на честь однойменного масиву Чилонзор.
Відкрита 6 листопада 1977 у складі першої черги Чилонзорської лінії.
Односклепінна станція мілкого закладення з двома підземними вестибюлями.  
Колійні стіни і колони оздоблені білим Нуратинським мармуром. Кольорові керамічні панно, роботи художників-скульпторів Г. Кролліс, І. Кролле, Н. Ментеле, М. Озоліньш та К. Озоліня мають уособлювати творче життя, культуру і працю узбецького народу. Люстри у вигляді ажурного кільця, діаметром 5 м, прикрашені національним орнаментом, виконаним художником Х. Рисін.